# 2009년 KIA 타이거즈 시즌
2009년 KIA 타이거즈 시즌은 KIA 타이거즈의 28번째 시즌이자 조범현 감독의 부임 후 두 번째 시즌이다. 주장은 포수 김상훈이 맡았다. 1997년 이후 12년만에 패넌트레이스 우승을 차지했고 한국시리즈 7차전에서 나지완의 끝내기 홈런으로 통산 10번째 우승을 차지했다. 다만, 시즌 종료 후 치러진 요미우리 자이언츠와의 한일 클럽 챔피언십에서는 패배했다.

## 시범 경기
| 순위 | 구단     | 승 | 패 | 무 | 승률  | 승차 |
| ---- | -------- | -- | -- | -- | ----- | ---- |
| 1위  | 롯데     | 11 | 1  | 0  | 0.917 | -    |
| 2위  | LG       | 9  | 3  | 0  | 0.750 | 2.0  |
| 3위  | 두산     | 8  | 4  | 0  | 0.667 | 3.0  |
| 4위  | 한화     | 5  | 7  | 0  | 0.417 | 6.0  |
| 5위  | KIA      | 5  | 8  | 0  | 0.385 | 6.5  |
| 6위  | SK       | 5  | 9  | 0  | 0.357 | 7.0  |
| 7위  | 히어로즈 | 4  | 8  | 0  | 0.333 | 7.0  |
| 8위  | 삼성     | 3  | 10 | 0  | 0.231 | 8.5  |

## 정규 시즌

### 최종 순위
| 순위 | 구단          | 경기수 | 승 | 무 | 패 | 승률  | 승차 |
| ---- | ------------- | ------ | -- | -- | -- | ----- | ---- |
| 1    | KIA 타이거즈  | 133    | 81 | 4  | 48 | 0.609 | -    |
| 2    | SK 와이번스   | 133    | 80 | 6  | 47 | 0.602 | 1    |
| 3    | 두산 베어스   | 133    | 71 | 2  | 60 | 0.534 | 10   |
| 4    | 롯데 자이언츠 | 133    | 66 | 0  | 67 | 0.496 | 15   |
| 5    | 삼성 라이온즈 | 133    | 64 | 0  | 69 | 0.481 | 17   |
| 6    | 서울 히어로즈 | 133    | 60 | 1  | 72 | 0.451 | 21   |
| 7    | LG 트윈스     | 133    | 54 | 4  | 75 | 0.406 | 27   |
| 8    | 한화 이글스   | 133    | 46 | 3  | 84 | 0.341 | 35   |

### 상대별 승패표
- (승-무-패)

| 상대 | SK     | 두산   | 롯데   | 삼성   | 한화   | 히어로즈 | LG     | 합계    |
| ---- | ------ | ------ | ------ | ------ | ------ | -------- | ------ | ------- |
| KIA  | 10-2-7 | 7-0-12 | 12-0-7 | 13-0-6 | 12-1-6 | 11-0-8   | 11-0-8 | 84-4-48 |

## 통계
| # | 선수   | 경기 | 이닝  | 승 | 패 | 세이브 | 홀드 | 삼진 | 방어율 |
| - | ------ | ---- | ----- | -- | -- | ------ | ---- | ---- | ------ |
| 1 | 로페즈 | 29   | 190.1 | 14 | 5  | 0      | 0    | 129  | 3.12   |
| 2 | 양현종 | 29   | 148.2 | 12 | 5  | 0      | 1    | 139  | 3.15   |
| 2 | 구톰슨 | 26   | 161.1 | 13 | 4  | 0      | 0    | 95   | 3.24   |

| # | 선수   | 경기 | 타수 | 안타 | 2루타 | 3루타 | 홈런 | 타율  |
| - | ------ | ---- | ---- | ---- | ----- | ----- | ---- | ----- |
| 1 | 김상현 | 121  | 448  | 141  | 30    | 2     | 36   | 0.315 |
| 2 | 최희섭 | 131  | 435  | 134  | 23    | 0     | 33   | 0.308 |
| 3 | 김원섭 | 101  | 356  | 107  | 14    | 9     | 8    | 0.301 |
| 4 | 이종범 | 123  | 385  | 105  | 21    | 1     | 6    | 0.273 |
| 5 | 나지완 | 128  | 384  | 101  | 12    | 0     | 23   | 0.263 |
| 6 | 이현곤 | 120  | 363  | 92   | 15    | 0     | 2    | 0.253 |
| 7 | 안치홍 | 123  | 371  | 87   | 13    | 4     | 14   | 0.235 |
| 8 | 김상훈 | 124  | 379  | 87   | 14    | 0     | 12   | 0.230 |

| 부문            | 선수   | 기록    |
| --------------- | ------ | ------- |
| 승리(W)         | 로페즈 | 14      |
| 평균자책(ERA)   | 로페즈 | 3.12    |
| 탈삼진(SO)      | 양현종 | 139     |
| 세이브(SV)      | 유동훈 | 22      |
| 홀드(HLD)       | 손영민 | 12      |
| 승률(WPCT)      | 구톰슨 | 0.765   |
| 경기(G)         | 손영민 | 63      |
| 선발(GS)        | 로페즈 | 26      |
| 이닝            | 로페즈 | 190 1/3 |
| 완투            | 로페즈 | 4       |
| 완봉            | 없음   | 0       |
| 승리기여도(WAR) | 로페즈 | 6.54    |

| 부문            | 선수   | 기록  |
| --------------- | ------ | ----- |
| 타율(AVG)       | 김상현 | 0.315 |
| 홈런(HR)        | 김상현 | 36    |
| 타점(RBI)       | 김상현 | 127   |
| 득점(R)         | 최희섭 | 98    |
| 안타(H)         | 김상현 | 141   |
| 출루율(OBP)     | 최희섭 | 0.435 |
| 장타율(SLG)     | 김상현 | 0.632 |
| 도루(SB)        | 김원섭 | 20    |
| OPS             | 최희섭 | 1.023 |
| 경기(G)         | 최희섭 | 131   |
| 타석            | 최희섭 | 545   |
| 2루타           | 김상현 | 30    |
| 3루타           | 김원섭 | 9     |
| 볼넷            | 최희섭 | 96    |
| 사구            | 이현곤 | 10    |
| 희생타          | 이현곤 | 21    |
| 승리기여도(WAR) | 김상현 | 5.90  |

- 투수, 타자 순위는 규정 이닝 또는 규정 타석을 채운 선수들만 표시

## 타이틀
- 월드 베이스볼 클래식 은메달: 윤석민, 이용규
- BA 유망주 랭킹: 윤석민 (18위)
- 야구 월드컵 국가대표: 최용규, 이호신
- KBO MVP: 김상현
- KBO 골든글러브: 로페즈 (투수), 김상훈 (포수), 최희섭 (1루수), 김상현 (3루수)
- 타이거즈 레전드 올스타: 선동열 (투수), 장채근 (포수), 김성한 (1루수), 홍현우 (2루수), 서정환 (유격수), 한대화 (3루수), 김일권 (좌익수), 이순철 (중견수), 김종모 (우익수), 김봉연 (지명타자)
- 동아스포츠대상 프로야구 올해의 선수: 김상현
- 일구상 최고타자상: 김상현
- 조아제약 프로야구대상 대상: 김상현
- 조아제약 프로야구대상 프로감독상: 조범현
- 조아제약 프로야구대상 프로코치상: 황병일
- 한국갤럽 선정 한국인이 좋아하는 스포츠스타 7위: 이종범
- 스포츠조선 선정 부상 선수 올스타: 김원섭 (좌익수), 이용규 (우익수)
- 스포츠조선 선정 프로야구 루저팀: 이종범 (1루수), 이용규 (좌익수)
- 한국시리즈 MVP: 나지완
- KBO 골든포토상: 나지완
- 미스터올스타: 안치홍
- 올스타전 우수투수상: 윤석민
- 올스타전 승리팀상: 서군 올스타
- 올스타 선정: 윤석민 (투수), 김상훈 (포수), 최희섭 (1루수), 안치홍 (2루수), 이현곤 (유격수), 이종범 (외야수)
- 올스타 추천선수: 구톰슨, 유동훈[1], 양현종, 로페즈
- 올스타전 선구회상: 이종범
- 컴투스프로야구 KIA 타이거즈 베스트 라인업: 유동훈 (마무리투수)
- 컴투스프로야구 00년대 올스타: 로페즈 (선발투수)
- 컴투스프로야구 2000년대 KIA 타이거즈 라인업: 조범현 (감독), 김종모 (수석코치), 황병일 (타격코치), 최태원 (주&수코치), 이강철 (투수코치), 로페즈 (선발투수), 곽정철 (중계투수), 손영민 (중계투수), 유동훈 (마무리투수), 김상현 (3루수)
- 컴투스프로야구 내일은 국가대표 라인업: 윤석민 (선발투수)
- 컴투스프로야구 주요 외국인선수 라인업: 로페즈 (선발투수)
- 컴투스프로야구 가을의 전설 라인업: 로페즈 (중계투수)
- 컴투스프로야구 트레이드 사가 라인업: 김상현 (3루수)
- 컴투스프로야구 벤치클리어링 라인업: 서재응 (선발투수)
- 컴투스프로야구 선정 V10 우승의 주역들: 로페즈, 구톰슨, 유동훈, 나지완, 최희섭, 김상현
- 수비 WAR: 김상훈 (1.92)
- 득점: 최희섭 (98)
- 3루타: 김원섭 (9)
- 홈런: 김상현 (36)
- 타점: 김상현 (127)
- 고의4구: 최희섭 (13)
- 장타율: 김상현 (0.632)
- 완투: 로페즈 (4)
- 다승: 로페즈 (14)
- 선발승: 로페즈 (14)
- 이닝: 로페즈 (190.1)
- 상대한 타자 수: 로페즈 (802)
- 득점권타율: 김상현 (0.403)
- 장타: 김상현 (68)
- 순장타율: 김상현 (0.317)
- 터프세이브: 유동훈 (5)
- 땅볼 유도: 로페즈 (251)
- 풋아웃: 최희섭 (1136)

### 퓨처스리그
- 남부리그 3루타: 최경환 (5)
- 남부리그 완투: 정성철 (1)
- 남부리그 선발등판: 정성철, 진해수 (16)
- 남부리그 구원승: 조동현 (4)
- 남부리그 세이브: 양동일 (8)

## 선수단
- 선발투수: 구톰슨, 로페즈, 양현종, 윤석민, 서재응, 이대진, 이범석
- 구원투수: 손영민, 곽정철, 한기주, 고우석, 전우엽, 박경태, 박정규, 정용운, 김영수, 진해수, 임준혁
- 마무리투수: 유동훈, 오준형, 정성철, 조태수
- 포수: 김상훈, 차일목, 이성우
- 1루수: 최희섭
- 2루수: 안치홍, 김종국
- 유격수: 김선빈, 이현곤, 김형철
- 3루수: 김상현, 박기남
- 좌익수: 나지완, 장성호, 최경환, 김경언
- 중견수: 김원섭, 이용규, 신종길, 최용규, 이호신
- 우익수: 이종범
- 지명타자: 홍세완, 손정훈, 유용목, 이재주

## 달성 기록

### 팀
- 8월 - 월간 최다승 기록 (20승)
- 7월 3일 - 한이닝 선발타자 전원 득점 (역대 9번째, vs 한화)

### 개인
- 6월 5일 이종범 - 통산 500도루 (역대 2번째)[2]
- 6월 5일 이종범 - 통산 1000득점[3]
- 9월 11일 이대진 - 통산 100승[4]
- 김상현 - 시즌 최다 만루홈런 타이 (4개)[5]

## 수상
- 정규리그 MVP - 김상현
- 한국시리즈 MVP - 나지완[6]
- 골든글러브
  - 투수 - 로페즈
  - 포수 - 김상훈
  - 1루수 - 최희섭
  - 3루수 - 김상현
- 다승왕 - 로페즈 (공동 수상)
- 최다 선발승 - 로페즈 (조정훈과 공동 1위)(14선발승)
- 최다이닝 - 로페즈
- 득점왕 - 최희섭 (공동수상)
- 타점왕 - 김상현
- 홈런왕 - 김상현
- 최고장타율 - 김상현
- 올스타전 MVP - 안치홍 (신인 최초)[7]

## 여담
- 5월 21일 LG 트윈스와의 경기가 5시간 58분만에 끝나 KBO 리그 사상 최장 시간 경기로 기록되었다.
- 당시 만 19세였던 안치홍은 2루수 부문 올스타에 선정되어 올스타전에 출전하여 KBO 올스타전 사상 최연소 홈런 기록을 세웠는데, 10대 야수가 올스타전에 출전한 것은 1982년 구천서, 1995년 조현에 이은 3번째 사례이며, 그 중에서도 감독 추천이 아니라 올스타에 투표로 선정되어 출전한 것은 안치홍이 처음이다.
- 장성호는 2000년대 누적 WAR 46.38로 KBO 리그 1위였다.
- 나지완은 SK 와이번스와의 한국시리즈 7차전에서 채병용을 상대로 끝내기 홈런을 쳤는데, 한국시리즈 7차전에서 끝내기 홈런이 나온 것은 이때가 KBO 리그 사상 처음이자 유일하다.
- 이 시즌 팀의 블로킹 관련 득점 기여도는 11.97로 역대 1위였다.